# Kunstbunker Mauritshuis
De kunstbunker in het Mauritshuis is een versterkte kelder in het Mauritshuis in Den Haag waar tijdens de Tweede Wereldoorlog Nederlandse kunst lag opgeslagen.
Een dag nadat op 24 augustus 1939 in Nederland de voormobilisatie werd afgekondigd sloot het Rijksmuseum Amsterdam uit voorzorg. Er werden maatregelen bedacht om het nationaal kunstbezit te beschermen. Besloten werd tot het construeren van vochtvrije en bomvrije bergplaatsen. Er werden daartoe speciale opslagplaatsen gebouwd in het duingebied voor de Nederlandse kunst. In afwachting van de oplevering van deze onderkomens werden verschillende andere onderkomens geschikt gemaakt voor de opslag van de Nederlandse kunst. 
In het Mauritshuis bevond zich al een ondergrondse kelder. Hiervan werden de muren verzwaard tussen augustus en oktober 1939. Tijdens de bouw werden bijna 200 kisten met schilderijen op veilige plekken in Den Haag verborgen. In de bomvrije kelder van het Mauritshuis werden vooral schatten uit de Hofstad opgeslagen. Veel schilderijen uit de collectie waren toen al in veiligheid gebracht in Kunstbunker Sint-Pietersberg bij Maastricht.
Basse · 
Castricum · 
Heemskerk · 
Kröller-Müller · 
Mauritshuis · 
Noordwijk · 
Sint-Pietersberg · 
Zandvoort